# 苦兒流浪記
《苦兒流浪記》（法语：Sans famille）是法國作家賀克多·馬洛於1878年出版的小說，日本曾於1977年改編成動畫。

## 劇情

### 第一部

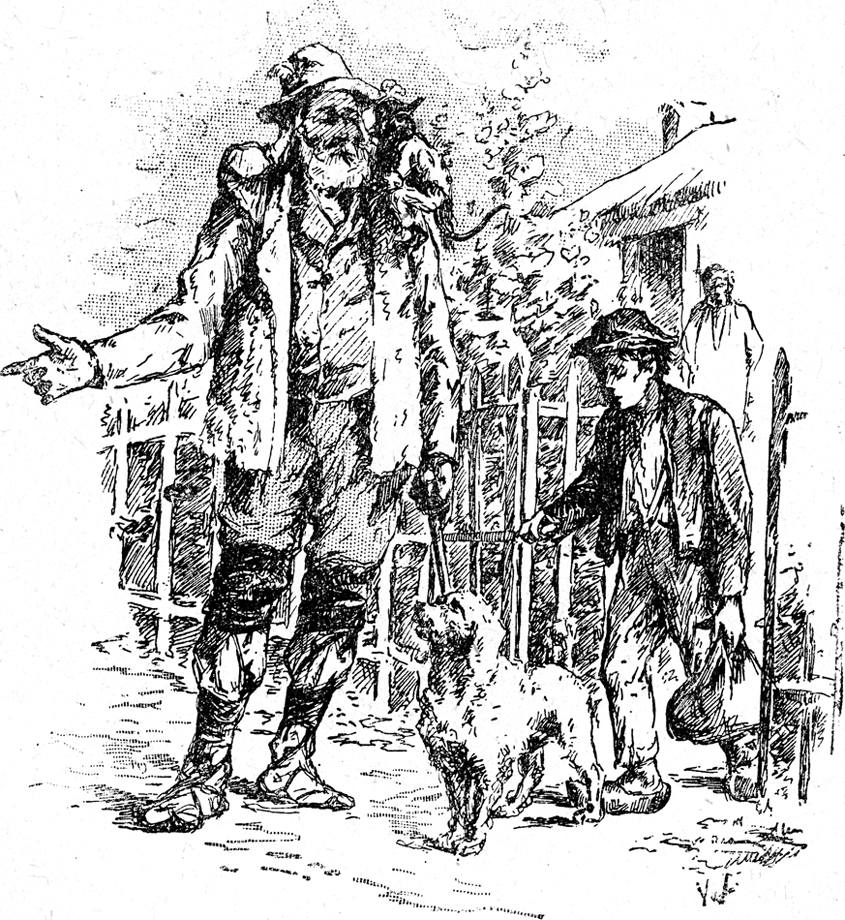
衛塔里斯與他的居團

傑洛姆·巴貝蘭與妻子住在法國的一個小鎮上。由於得去巴黎做石匠，他常常不在家。一天，他發現了一個男嬰。孩子被華麗的衣服包裹著，說明他的父母很有錢。巴貝蘭決定收留這個孩子，希望得到報酬。他把孩子交給了妻子，給他起名叫雷米。之後，巴貝蘭意外受傷。他指控僱主，希望得到補償金。但官司花費甚多，巴貝蘭讓妻子賣掉奶牛(她的主要經濟來源)，並把雷米打發掉。
當雷米八歲時，這是故事的開始，巴貝蘭突然回家。由於輸掉了官司，他變得一無所有，苦楚萬分。當看到雷米還在那裏時，便決定立即將他打發走。第二天，巴貝蘭在當地酒吧裏看見一個街頭藝人衛塔里斯，藝人與他的三條狗——傑比諾、杜西、卡比和一只猴子——裘利克一道巡遊法國，賣藝謀生。衛塔里斯決定收買雷米，雷米沒顧得上跟養母道別就離開了家，開始了法國之旅。衛塔里斯是個慈祥的人，甚至比巴貝蘭還強。他教雷米彈琴、讀書。雷米時常忍饑挨餓，居無定所；但是卡比成了他的好朋友，衛塔里斯則像他的父親一樣。他們一道遊歷法國，通過賣藝、雜耍爲生。
當他們來到圖盧茲，衛塔里斯不幸遭冤被捕。十歲的雷米和四隻動物無以爲生，眼看就要餓死。這時，他們碰到了“天鵝號”——密里根夫人的遊艇和她有病的兒子亞瑟。他們讓雷米上船，為病兒逗樂子。家人很快喜歡了雷米，將他當成自家人。他得知亞瑟有個長兄，但他在亞瑟出生前就意外不見了，密里根夫人的小叔詹姆斯尋找孩子下落未果，這對於詹姆斯·密里根來說是個好消息，因爲根據法律，如果哥哥無子，那麽他成為繼承人。然而，亞瑟出生了。兩個月後，衛塔里斯釋放出獄，雷米想和密里根家人待在一起，但是衛塔里斯要回了雷米，他們只好說再見。然而，密里根夫人認為衛塔里斯是個誠實、慈祥的好人。

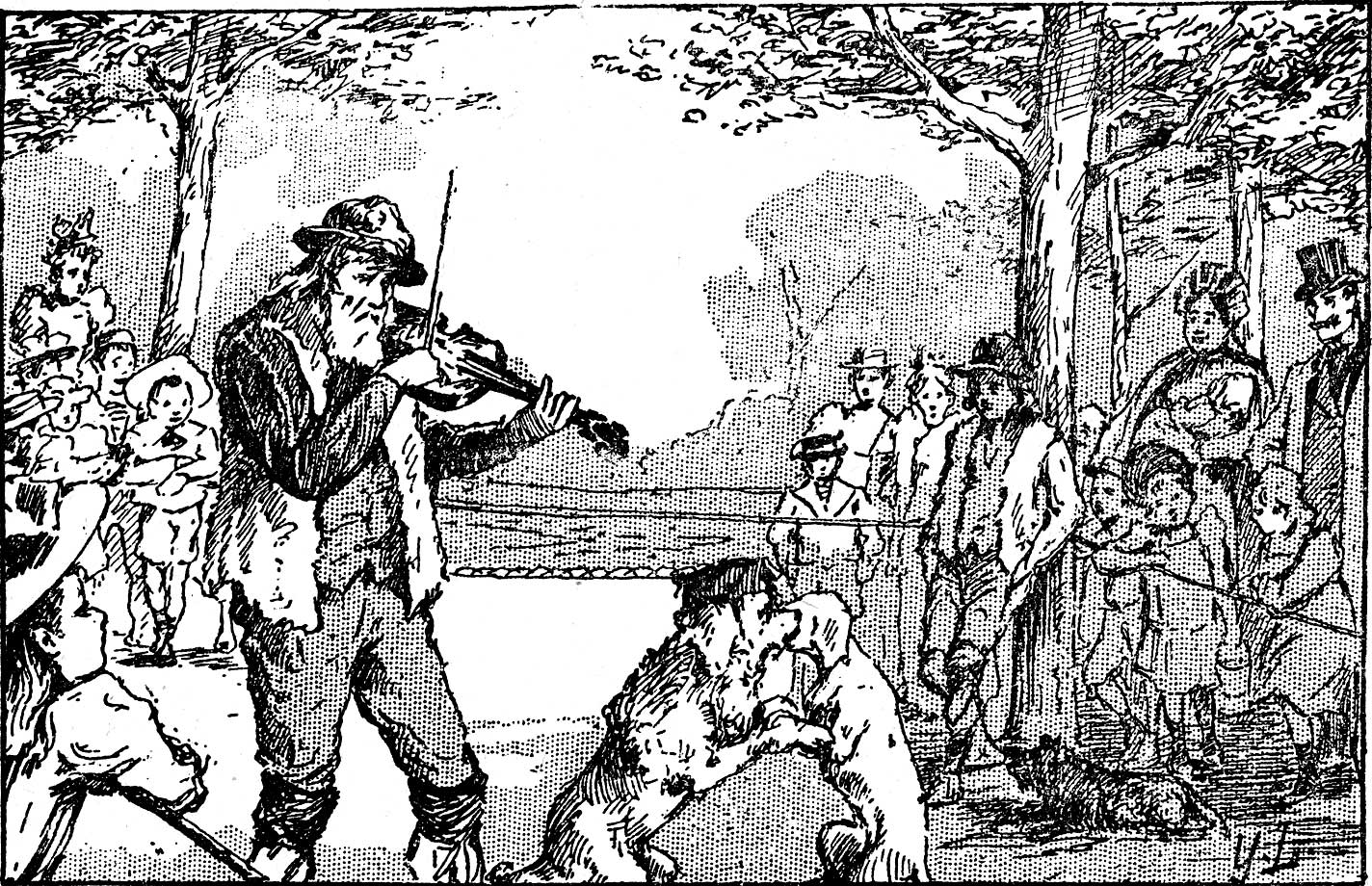
表演中的衛塔里斯居團

衛塔里斯告訴雷米他做的對：人必須自食其力。但在去巴黎的途中，他們遇到了暴風雪，傑比諾、杜西被樹林中的狼吃掉，裘利克則得了肺炎。爲了支付醫療費，雷米和衛塔里斯堅持演出。雷米從沒有聽見衛塔里斯如此美妙的歌喉，不但雷米對此感到吃驚，一位年輕、富有的貴夫人告訴衛塔里斯她對演出十分欣賞。衛塔里斯卻倍感惱怒，他解釋道自己曾經是一位歌手的僕人。貴夫人說她聯想到一名失蹤的歌手。貴夫人給了卡比一個金幣，衛塔里斯竟然沒有表示感謝。他們帶著錢回去找裘利克，卻發現裘利克已經一命嗚呼了。
兩人繼續趕路，前往巴黎。衛塔里斯將雷米留給加洛弗里那裏過冬。碰巧加洛弗里不在家，衛塔里斯告訴雷米等等，他自己去去就回。雷米在那裏待了兩個小時，目睹了殘忍的一幕——他和面黃肌瘦的孩子馬嘉交談，加洛弗里認為馬嘉又蠢又弱，無法在外勞動，就安排他在家裏做家務活和煮湯；同時又把湯鍋上鎖，讓他只能聞，不能喝。當加洛弗里和其它孩子回來後，雷米看到了加洛弗里對沒有交夠錢的孩子們大打出手，並不給吃飯。當衛塔里斯回來，看到孩子們被打後，告訴加洛佛里他要報警，但加洛佛里威脅道“只要我說出一個名字，僅僅一個名字，是誰將因羞愧而躲藏起來永遠不想再見人了呢”。衛塔里斯帶著雷米離開了加洛弗里。
但是，這個善舉要了衛塔里斯的命。晚上風雪交加，由於無法找到安息之處，衛塔里斯和雷米倒在了柵欄之下。
雷米醒來，發現自己躺在床上，人們圍著他：有一位先生、兩位男孩和兩位女孩。小女孩只有五六歲，盯著雷米看。雷米隨後得到可怕的消息：衛塔里斯去世了。在試圖了解身份的過程中，警察找到了加洛佛里，後者揭露了真相：衛塔里斯曾經是意大利的著名歌手卡羅·巴塔尼。由於年老體弱，他的音色每況愈下，礙於面子問題，卡羅·巴塔尼決定隱姓埋名，化名衛塔里斯。
園丁亞肯先生收留了雷米和卡比，雷米有了亞歷克西斯和班傑明做兄弟，艾蒂安妮特和麗絲做姐妹。雷米特別喜歡麗絲，教她讀寫，給她彈琴。麗絲特別喜歡那首那不勒斯歌曲。雷米也成了花匠。但好景不長，兩年後，一場雹暴摧毀了溫室，亞肯先生身陷債務，被送入了監獄。孩子們只能交給親戚，雷米則帶著卡比和琴重新開始流浪生活。

### 第二部

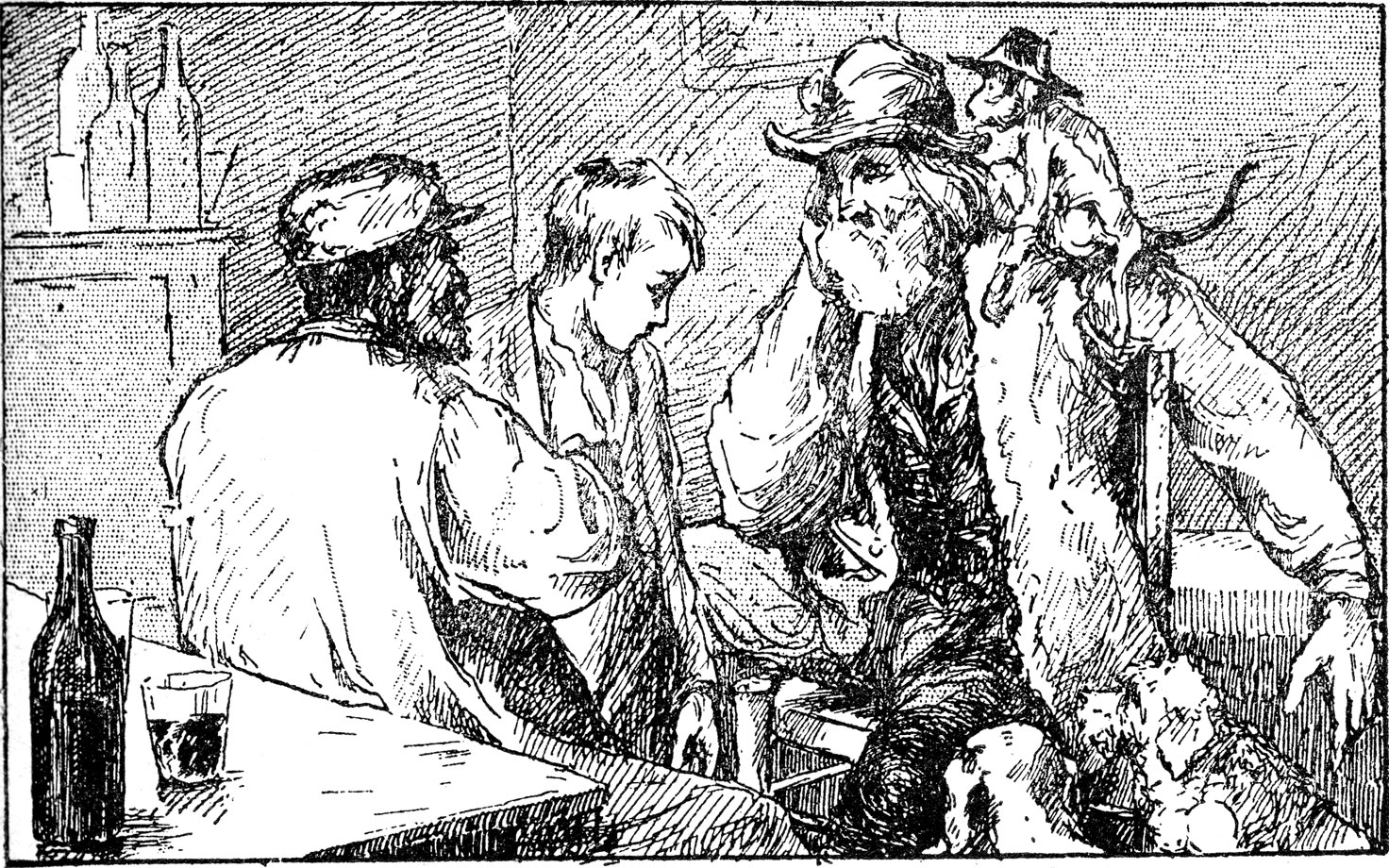
被賣給衛塔里斯的雷米

沒過多久，雷米遇到了同伴馬嘉。馬嘉從加洛佛里那裏逃出來，在街邊挨餓。加洛佛里將一名孩子暴打致死，被送入了監獄。馬嘉乞求加入雷米的戲班子，雷米擔心兩人都會餓死，但馬嘉稱彼此要相互幫助，一定能得以糊口。這樣，“雷米的戲班子”就有了兩個十二歲的孩子和一條狗。馬嘉有拉小提琴等天賦，會說一些英語。
兩個孩子去找亞歷克西斯，後者正住在加斯巴爾伯伯那裏，坐落於瓦爾斯城的礦區。亞歷克西斯受了傷，暫時無法勞動，雷米自告奮勇前去頂班。其中一個礦工綽號“老夫子”，是個富有智慧的老人，爲雷米講解煤礦的歷史。一天，煤礦發生滲水事故，七名礦工，包括加斯巴爾伯伯、老夫子和雷米在內，都奔向安全之處。在困境裏，他們等候救援。其中一人因自己先前的罪行而痛悔，自尋短見。其他人則在黑暗中忍受饑餓、折磨，並最終得救。卡比和馬嘉都欣喜若狂。馬嘉稱自己相信雷米能夠得救，二人成爲生死與共的摯友。
雷米想讓馬嘉學音樂，於是他們去見一名音樂家。艾斯比納索先生對馬嘉的天賦十分震驚，希望讓他留下來學藝，但馬嘉堅持要和雷米在一起。兩人前往卡瓦農找養母巴貝蘭太太。在路上，他們攢錢，爲巴貝蘭太太買了一頭奶牛，代替先前被賣掉的那隻。爲了保證不受騙，他們請獸醫幫忙代買。
在臨近的鎮子裏，兩個孩子被誣陷爲盜牛賊。他們向鎮長解釋。鎮長稱自己知道巴貝蘭太太，並聽說了之前的礦難。獸醫前來作證，孩子們得以繼續前行。
雷米和巴貝蘭太太終於見面了。巴貝蘭太太告訴雷米他先生正在巴黎尋找他們，因爲雷米的生父母來找他。然而，巴貝蘭太太對詳情知之甚少。雷米十分心切，決定回到巴黎，一探究竟。
在去往巴黎的路上，他們路過德勒齊去見麗絲·亞肯。雷米和麗絲都十分開心。當孩子們到達巴黎時，發現巴貝蘭先生已遭不幸。雷米寫信給巴貝蘭太太，巴貝蘭太太回信，並將之前的一封信件轉送了回來，上面提到了倫敦律師事務所的地址。孩子們隨即前往倫敦，並找到雷米的生父母。他們的名字叫多利斯寇。雷米感到十分懊喪：多利斯寇一家態度冷漠，父親把孩子們反鎖在屋裏。原來他們是一窩賊，還利用卡比來偷東西。
多利斯寇有個來訪者。這個人似乎對雷米很感興趣，但雷米聽不懂英文。來訪者沒有見到馬嘉，但馬嘉偷聽了他們的談話。來訪者是亞瑟的叔叔詹姆斯·密里根。他想害死亞瑟，這樣就可以繼承財産。孩子們認爲必須趕快向密里根夫人報信，但想不出找到她的辦法。馬嘉碰到了熟人鮑伯，他是馬戲團的一個朋友。
當雷米被“父母”誣陷入獄後，鮑伯和馬嘉幫他越獄。鮑伯的哥哥是個船長，幫助他們回到了法國。他們前去尋找密里根夫人。由於“天鵝號”十分顯眼，任務很簡單。他們路過德勒齊，他們希望去拜訪麗絲，但是卻得知麗絲的姑丈蘇里奧已經在船閘溺亡，一位仁慈的英國貴婦人把她接上了船。這一定是密里根夫人。孩子們從法國一直追到了瑞士，發現了船，但卻沒了人。追問之下，得知船主驅車前行了。在一個有“英國夫人和癱瘓男孩、啞巴姑娘”足迹的地方，他們駐足，挨家挨戶地唱歌；雷米唱起了那首拿坡里歌曲時，終於聽到了隔壁的附和。他們跑了過去，發現了恢復說話能力的麗絲。孩子們發現詹姆斯也在場，雷米便躲了起來。馬嘉出面，向密里根夫人透露實情。密里根夫人意識到雷米就是自己丟失的孩子，將孩子們安頓在一家旅館裏。幾天後，密里根夫人叫來了孩子們和巴貝蘭太太。巴貝蘭太太拿出了襁褓，密里根夫人對此相認。很明顯，多利斯寇在詹姆斯的指使下，拐騙了孩子。
故事最終以大團圓結束：雷米找到了家人，繼承了巨額遺産。馬嘉的妹妹從義大利到了巴黎，馬嘉則成了著名的小提琴家。亞瑟痊癒了。雷米迎娶了麗絲，將兒子命名爲馬嘉，巴貝蘭太太則成了他的保姆。
故事的末了是那曲拿坡里之歌《Fenesta Vascia》。

## 人物介紹
巴貝蘭家
- 雷米(Rémi)：故事男主角，從小跟巴貝蘭太太相依為命，八歲以前一直以為巴貝蘭太太是自己的親生母親。八歲時被養父賣給衛塔里斯老先生，從此當了他的徒弟。事實上他是密里根夫人失散已久的長子。
- 巴貝蘭太太 (Mme. Barberin)：雷米的養母，待他有如親生子一般。
- 傑洛姆·巴貝蘭(Jerome Barberin)：雷米的養父，外出時揀到雷米並帶回家。但是雷米八歲那年工作出意外回家，瞞著巴貝蘭太太把雷米賣給衛塔里斯。

衛塔里斯劇團
- 衛塔里斯 (Vitalis)：雷米的買主，也是雷米的師父，是位慈祥的老公公。他是一名義大利街頭藝人，本名是卡羅·巴札尼 (Carlo Balzani)，衛塔里斯是他的藝名。
- 裘利克(Joli-coeur)：衛塔里斯養的猴子，平時穿著軍服，在大雪中凍死。
- 傑比諾 (Zerbino)：衛塔里斯養的黑狗，跟杜西一起失蹤。
- 杜西 (Dulcie)：衛塔里斯養的母狗，跟傑比諾一起失蹤。
- 卡比(Capi)：衛塔里斯養的白狗，平時戴著軍帽，每回表演時都由牠向觀眾收錢。卡比是衛塔里斯養的動物中唯一跟著雷米到最後的。

加洛佛里家

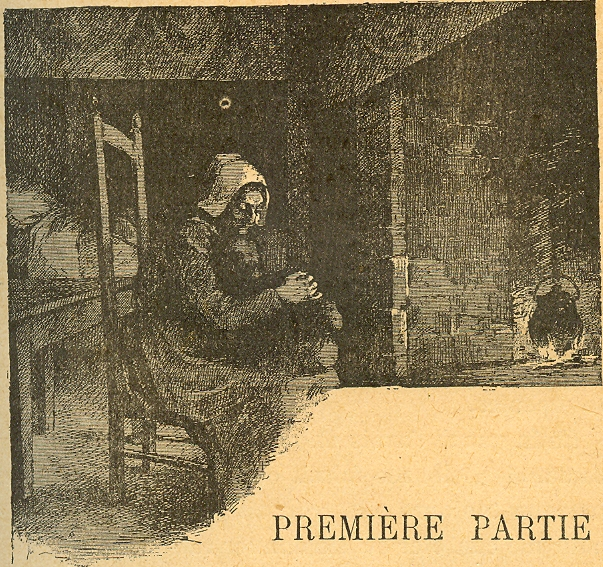
小说第一部

- 加洛佛里 (Garofoli)：一名殘暴的藝人，平時要徒弟出去賣藝，沒賺到十個銅板就得挨鞭子，衛塔里斯因此跟他翻臉。衛塔里斯去世後，雷米由他口中得知衛塔里斯的過去。最後因為打死一個孩子入獄。
- 馬嘉(Mattia)：加洛佛里的徒弟，在雷米寄住加洛弗里家時認識了雷米。加洛佛里入獄後跟雷米一起流浪，成了雷米的忠實好友，與他共患難，最後成了一位小提琴家。雷米能成功找到親生母親，馬嘉功不可沒。

密里根一家
- 密里根夫人(Mme. Milligan): 雷米的生母，也是亞瑟的媽媽，為了亞瑟的病，她建造了一艘名叫「天鵝號」(La Cygne)的船，帶著亞瑟乘船到處尋醫，在衛塔里斯入獄後不久和雷米及動物們巧遇，便邀他們到船上，好好照顧他們，直到衛塔里斯出獄。她在麗絲的姑姑過世後收養麗絲，在她的協助之下，麗絲終於能夠開口說話唱歌，也因此和雷米重逢，進而透過馬嘉和巴貝蘭太太帶來的嬰兒服飾，確認雷米就是自己的兒子。
- 亞瑟(Arthur): 密里根夫人的兒子，雷米的弟弟，從小就患病導致無法走路。在聽到雷米唱歌後，請求密里根夫人讓他們留在船上。
- 詹姆斯(James): 雷米和亞瑟的叔叔。根據當時的法律，家產須由兒子繼承，如果後繼無人，才能由弟弟繼承。詹姆斯覬覦家產，所以在雷米出生時，就委託多利斯寇偷偷把雷米抱走，甚至後來密謀害死亞瑟，所幸陰謀被懂英語的馬嘉聽得清清楚楚。

亞肯一家
- 亞肯先生(M. Aquin)
- 亞歷克西斯(Alexis)
- 班傑明(Benjamin)
- 艾蒂安妮特(Etiennette)
- 麗絲(Lise)

其他
- 多利斯寇(Driscoll): 偷走雷米的小偷，後來假冒雷米生父，雷米也一直相信他就是自己父親，但馬嘉早已起疑。
- 鮑伯(Bob): 馬嘉在馬戲團工作時的同事，是英國人，與馬嘉共事時教會他英語。鮑伯在倫敦遇到雷米和馬嘉，並幫助他們逃回法國。

## 改编作品
本書曾於1977年改編成日本動畫《咪咪流浪記》，中文版譯名有些似乎是重新取名：雷米在動畫中叫做「咪咪」，他的家鄉 Chavanon 譯成「夏曼儂」，衛塔里斯叫做「彭師父」，傑比諾變成「小黑」，杜西變成「小妞妞」，卡比變成「來福」，密里根夫人改稱「敏夫人」，亞瑟則是「亞亞」，天鵝號改為「白鳥號」。
法国同名电影于2000年12月18日上映，让-丹尼尔·维哈吉执导，皮埃尔·理查德、斯特法诺·迪奥尼斯和儒勒·斯楚克等主演。
香港同名電影《苦兒流浪記》1960年上映，卜萬蒼執導，胡蝶、王引、蕭芳芳主演。其中插曲《世上只有媽媽好》更深入民心。